# 崇文门

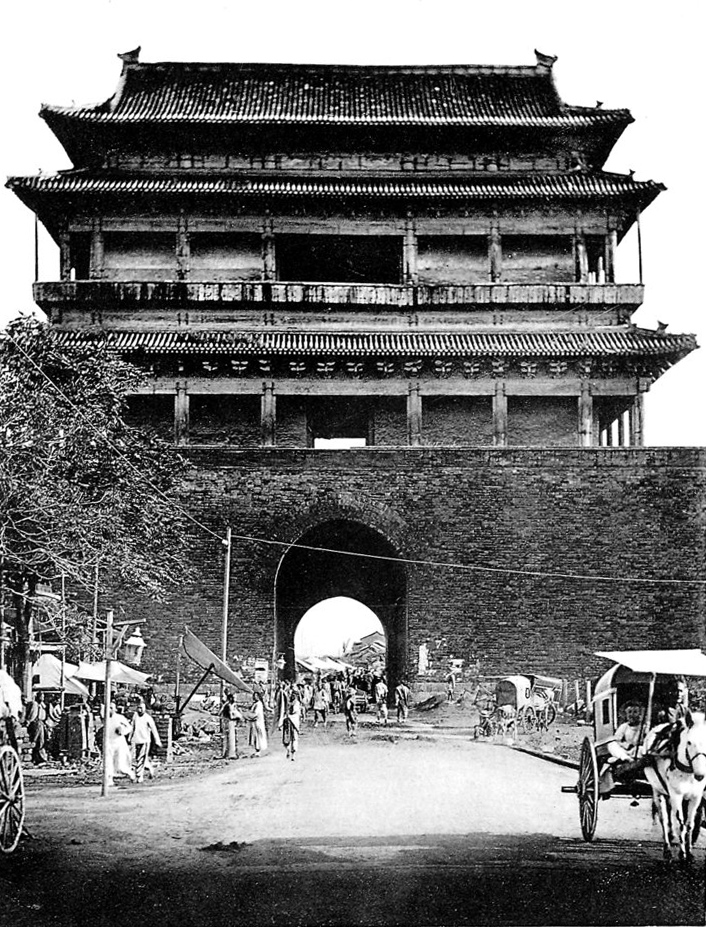
1900年的崇文门

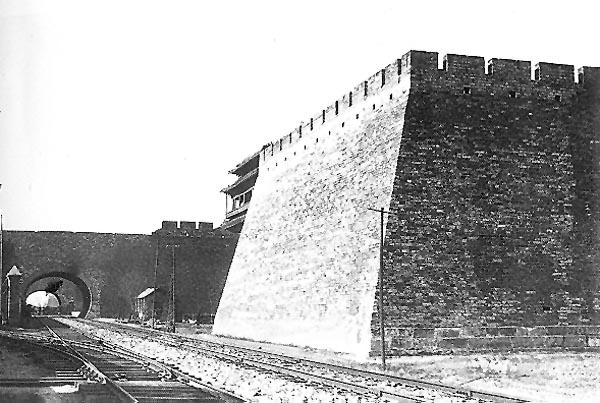
1902年的崇文门瓮城

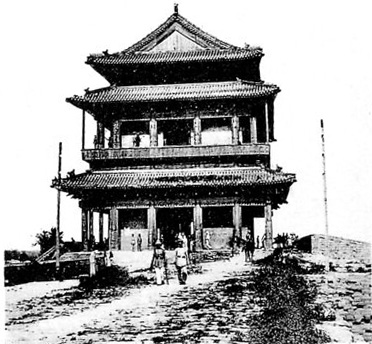
崇文門的側面，拍攝時間不晚於1904年

39°53′54″N 116°25′03″E / 39.898205°N 116.417617°E
崇文门 （滿語:ᡧᡠ
ᠪᡝ
ᠸᡝᠰᡳᡥᡠᠯᡝᡵᡝ
ᡩᡠᡴᠠ, šu be wesihulere duka），原名文明门，俗稱哈德門、海岱门，是北京东南方的一座城门，文明之名來自《周易·大有卦·彖傳》“其德刚健而文明”，元代漕運稅收從文明門附近文明上下閘這進城，《序卦》：「與人同者物必歸焉，故受之以大有。」於1968年被拆除。原城楼面阔五间（通宽39.1米），进深三间（24.3米），城楼为两层，连同城台通高35.2米。重檐歇山顶，灰筒瓦绿琉璃剪边。箭楼与正阳门箭楼形状相似，但尺寸略小。瓮城宽78米，深86米，西面辟闸楼、券门。崇文门关帝庙在瓮城内东北角，南向。

## 历史
修建于1419年（永樂十七年），初名为文明门，沿用元大都城文明门之名，元大都文明门在崇文門北兩里處。正統朝後取《左傳》「崇文德也」之典改名崇文門。并在正统朝期间增建瓮城、闸搂、箭楼。崇文門多走酒車。
1900年，崇文门箭楼在义和团之乱中被英军开炮击毁，1920年拆除。1950年拆除崇文门瓮城。1966年拆除崇文门城楼，发现该楼为明代所建的大木结构，木料为金丝楠木。其中部分木料后来用于故宫和天安门的翻修工程。
如今在崇文门地区建有北京地铁崇文门站。
崇文门是“杜门”，東南巽宮，並非正南離宮景門，因都城南移取代了齊化門(今朝陽門)杜门的地位，朝陽門則位於正東震宫，其标志是镇海的崇文铁龟。由于靠近通惠河，崇文门也是北京各城门中最繁忙的城门，在明朝、清朝和民国初期均设有税关，所有进城货物、乃至入京大臣的随身行李，都要在崇文门纳税。慈禧太后“梳妆费”和民国时期总统年薪都由崇文门关税中支出。1924年冯玉祥发动北京政变后崇文门税关方告撤消。
在每天关闭城门的时候，只有崇文门会通过敲钟来提醒要出入城门的人。而其他城门则敲击一种形状扁平的打击乐器，这种乐器发声如“嘡”。因此老北京有“九门八嘡（点）一口钟”的说法，同时老北京口语里常说的“钟点”大概也来源于此。在过去北京南郊大兴县一带有很多酿酒的作坊，酒车常从崇文门进城，因此崇文门多走酒车，也有了“崇文门进酒车，宣武门出囚车”的说法。
清末民初，崇文门内西侧是东交民巷使馆区，东侧若干条胡同，也聚居大量外国人。崇文门内大街是当时的“洋”街。

## 參见
1. ↑  取交通往來青、徐兩古州的意思，《書經·禹貢》稱青、徐二州之地為「海岱」。
2. ↑  丽正门取《周易·离卦·彖传》“重明以丽乎正，乃化成天下”顺承门，取《周易·坤卦·彖传》“至哉坤元，万物滋生，乃顺承天”光熙门，取《周易·艮卦·彖传》“艮，止也……其道光明”.....
3. ↑   （页面存档备份，存于），崇文门：古代“税门”。